# ダニエル・シュミット
ダニエル・シュミット（Daniel Schmid, 1941年12月26日 - 2006年8月5日）は、スイスの映画監督、脚本家、オペラ演出家である。

## 来歴
1941年12月26日、スイス・グラウビュンデン州フリムス＝ヴァルトハウスに生まれ、シュバイツァーホフ・ホテルを経営する祖父母に育てられた。14歳頃から映画館に通い始め、マックス・オフュルスなどの作品に傾倒した。同時にオペラにも熱中し、マリア・カラスをはじめとするベルカント・オペラのディーバたちに魅せられ、バイク・ツーリングで各地のオペラハウスを巡っていた。1962年、ドイツのベルリン自由大学へ入学。1966年にライナー・ヴェルナー・ファスビンダーと知り合い、1971年にファスビンダーと彼の当時の妻イングリット・カーフェンとともに映画製作会社「タンゴ・フィルム」を設立。
1970年、テレビ映画『主人の蝋燭を節約するためにすべてを暗闇のなかで行うこと』で映画監督としてデビュー。1972年、シュバイツァーホフ・ホテルで撮影した長編第1作『今宵かぎりは…』がルキノ・ヴィスコンティに激賞され、ヴェネツィア国際映画祭で新人監督賞を受賞。その後も前作に引き続きイングリット・カーフェンを起用した『ラ・パロマ』（1974年）やファスビンダーの戯曲『ゴミ、都市、そして死』を映画化した『天使の影』（1976年）などを発表。また、俳優としても活動し、ハンス＝ユルゲン・ジーバーベルクの『ルートヴィヒII世のためのレクイエム』（1972年）やヴィム・ヴェンダースの『アメリカの友人』（1977年）、ファスビンダーの『リリー・マルレーン』（1981年）などに出演した。
1980年代にはポール・モランの小説を映画化した『ヘカテ』（1982年）の他、シュミットが敬意を捧げるダグラス・サークの晩年と彼のフィルモグラフィを撮影した『人生の幻影』（1983年）などのドキュメンタリー映画を数本製作した。また、シュミットの作品が日本で初めて紹介されたのもこの時期で、1981年に『ラ・パロマ』が東京国立近代美術館フィルムセンターの特集「スイス映画の史的展望」で上映され、翌年にはアテネ・フランセ文化センターによる「ダニエル・シュミット映画祭」と題した特集上映が行われた。映画評論家の蓮實重彦はこの頃に『リュミエール』誌上でシュミットをビクトル・エリセ、ヴィム・ヴェンダース、クリント・イーストウッド、テオ・アンゲロプロスらとともに「73年の世代」と定義した。ただし、シュミットは1973年に劇場用映画を発表していない。
また、80年代からはオペラ演出家としても活動し、ジャック・オッフェンバックの『青ひげ』（1984年）、アルバン・ベルクの『ルル （ツェルハ補追三幕版）』（1985年）、ジョアキーノ・ロッシーニの『グリエルモ・テル （イタリア語版）』（1987年）、ヴィンチェンツォ・ベッリーニの『夢遊病の娘』（1995年）をジュネーヴ大劇場で演出。チューリッヒ歌劇場ではエディタ・グルベローヴァ主演で人気を呼び、後に収録がDVD化されたガエターノ・ドニゼッティの『シャモニーのリンダ』（1994年）とベッリーニの『ベアトリーチェ・ディ・テンダ』（1994年）、そしてジュゼッペ・ヴェルディの『イル・トロヴァトーレ』（1996年）を手掛けた。1987年に演出した『グリエルモ・テル』は翌1988年にテレビ映画として映像化もしている。
1995年にはユーロスペースが製作に携わり、坂東玉三郎が主演した『書かれた顔』と愛知芸術文化センターによる大野一雄に関する短編ドキュメンタリー『KAZUO OHNO』を日本で撮影している。1999年には7年ぶりの長編劇映画『ベレジーナ』を発表。同年、ロカルノ国際映画祭で名誉豹賞を受賞した。
2006年8月5日、出身地フリムス＝ヴァルトハウスにて癌により64歳で死去。2010年にはパスカル・ホフマンとベニー・ヤーベルクによるドキュメンタリー『ダニエル・シュミット─思考する猫』が製作され、イングリット・カーフェン、レナート・ベルタ、ヴェルナー・シュレーターなどのシュミットに縁のある人物が出演した。

## 作品
- 主人の蝋燭を節約するためにすべてを暗闇のなかで行うこと Thut alles im Finstern, eurem Herrn das Licht zu ersparen （1970年） テレビ映画
- 今宵かぎりは… Heute Nacht Oder Nie （1972年）
- ラ・パロマ La Paloma （1974年）
- 天使の影 Schatten der Engel （1976年）
- ヴィオランタ Violanta （1978年）
- カンヌ映画通り Notre Dame de la Croisette （1981年）
- ヘカテ Hécate （1982年）
- 人生の幻影 Mirage de la vie （1983年） ドキュメンタリー
- トスカの接吻 Il bacio di Tosca （1984年） ドキュメンタリー
- デ・ジャ・ヴュ Jenatsch （1987年）
- Guglielmo Tell （1988年） テレビ映画
- アマチュア Les amateurs （1990年） 短編ドキュメンタリー
- 季節のはざまで Hors saison （1992年）
- 書かれた顔 Das geschriebene Gesicht （1995年） ドキュメンタリー
- KAZUO OHNO Kazuo Ohno （1995年） 短編ドキュメンタリー
- 書かれた顔 (1996年)
- ベレジーナ Beresina oder Die letzten Tage der Schweiz （1999年）